# 科蘭·達巴
科蘭·奥巴萨尼亚·達巴（法語：Colin Obasanya Dagba；1998年9月9日—）是一名法國足球運動員，現時效力于比利时球队贝尔斯霍特，司職右後衛。

## 俱樂部生涯
2017年7月3日，達巴和巴黎聖日耳曼簽下三年職業合約。2018年8月4日，於2018年法國超級盃面對摩納哥的比賽完成職業首秀。

## 個人
他出生於法國，父親為法國人，母親來自貝南。

## 榮譽
巴黎聖日耳曼
- 法國足球甲級聯賽：2018–19、2019–20
- 法國盃：2019–20
- 法國超級盃：2018、2019

## 外部連結
- 科蘭·達巴 （页面存档备份，存于） - FootballDatabase.eu
- 科蘭·達巴 （页面存档备份，存于） - WorldFootball.net